# Shahpour Shahbazi
Pour les articles homonymes, voir Shahbazi.
 (juillet 2019).
 (juillet 2019).
Shahpour Shahbazi, né le 5 juin 1961 à Kermanchah, est un réalisateur, scénariste et auteur iranien.

## Biographie
Shahpour Shahbazi a immigré en Allemagne pour poursuivre ses études en cinéma.
Diplômé de l'université de Heidelberg en Allemagne, il a continué ses études à l'université d'État des arts visuels de Karlsruhe.
Shahbazi a été admis à l'Université de Karlsruhe après avoir obtenu son doctorat en recherche sur l'art sous la supervision du professeur Boris Groys.
Il est un membre actif de l'Association des critiques de cinéma allemands en Allemagne et de la Anjoman Montaghedan va Nevisandegan Cinemaye Iran (Association iranienne des critiques et écrivains de cinéma) en Iran.
Il se définit lui-même comme un réalisateur contrarié : réalisateur par sa formation, il a dû se diriger vers l'écriture de livres sur le cinéma en raison des difficultés de tourner des films en Iran. Il déplore que son film In between the walls n'a reçu aucun soutien financier, ni gouvernemental, ni privé.

## Récompenses et honneurs
- Prix de la statue pour la meilleure analyse cinématographique de l'Association des critiques et écrivains de cinéma iraniens (2017)[3]
- Récompense et prix d'appréciation du Club des scénaristes pour une série d'activités dans le domaine de l'écriture de scénarios (2014)[4]
- Carte de membre d'honneur au Iranian Writer’s Club (2014)[5]
- Prix du Ghalame Zarrin (Plume d'or) du meilleur critique cinématographique de Khaneye Cinema (La Maison du Cinéma) pour 'Screenplay theories in fictional cinema (2011)[6]
- Lauréat du Prix spécial de l'ISECO (Bureau de l'Organisation islamique, éducative, scientifique et culturelle) au 40e Festival international du film de Roshd pour Pole (Le Pont) (2010)[7]
- Lauréat du Festival du court métrage allemand (1999)[réf. nécessaire]
- Lauréat du meilleur festival de court métrage de Gutenberg (1999)[réf. nécessaire]

## Ouvrages cinématographiques
| Livre                                                                      | Maison d'édition | langue | Date |
| -------------------------------------------------------------------------- | ---------------- | ------ | ---- |
| Terminologie Tahliliye Filmnameh (« Terminologie de l'analyse de script ») | Cheshmeh         | Persan | 2018 |
| Daletik Cheshmha                                                           | Cheshmeh         | Persan | 2015 |
| Deramaturgie Film                                                          | Cheshmeh         | Persan | 2015 |
| Teorihaye Filmnameh Dar Cinemaye Dastani 2                                 | Cheshmeh         | Persan | 2010 |
| Teorihaye Filmnameh Dar Cinemaye Dastani 1                                 | Cheshmeh         | Persan | 2007 |

## Filmographie
| Film                                                               | scénariste        | réalisateur       | Durée                       | Date | Description |
| ------------------------------------------------------------------ | ----------------- | ----------------- | --------------------------- | ---- | --- |
| Darmiyane Divarha (Entre les murs)                                 | Shahpour Shahbazi | Shahpour shahbazi | long métrage                | 2017 | Aucune autorisation n'a été émise en Iran |
| Sokute Parvaneh ha (Le silence des papillons)                      | Shahpour Shahbazi | Shahpour shahbazi | Téléfilm                    | 2014 | Autorisé à être diffusé sur la chaîne IRIB TV3 à la télévision iranienne, |
| Yaddashthaye Shabnam va Das (Journal de Shabnam et de la faucille) | Shahpour Shahbazi | Shahpour shahbazi | Documentaire                | 2012 | Réalisé et exposé en Allemagne et en Italie |
| Pol (Le pont)                                                      | Shahpour Shahbazi | Shahpour shahbazi | Téléfilm                    | 2009 | Lauréat du prix spécial du jury (ISCO) au 40e Festival International de Roshd |
| Shabnam va Sib (Rosée et pomme)                                    | Shahpour Shahbazi | Shahpour shahbazi | documentaire                | 2007 | - |
| Maske Moghadas (Masque sacré)                                      | Shahpour Shahbazi | Shahpour shahbazi | Mi métrage                  | 2000 | Réalisé au Zimbabwe |
| Dar Jostojuye Khaneh (À la recherche d'une maison)                 | Shahpour Shahbazi | Shahpour shahbazi | documentaire                | 2000 | Réalisé en Allemagne, au Zimbabwe et au Mozambique |
| Vogelverschrikker (Épouvantail)                                    | Shahpour Shahbazi | Shahpour shahbazi | Court métrage (en Allemand) | 1999 | Lauréat du Prix de la réalisation au Festival allemand du court métrage Lauréat du meilleur festival de court métrage de Gutenberg Candidat de Simorgh Bolurin au festival international Fajr |
| Azimat (Départ)                                                    | Shahpour Shahbazi | Shahpour shahbazi | Mi métrage                  | 1998 | - |
| Gozar (Passage)                                                    | Shahpour Shahbazi | Shahpour shahbazi | Court métrage               | 1998 | - |
| Sale no Mobarak (Bonne année)                                      | Shahpour Shahbazi | Shahpour shahbazi | Court métrage               | 1997 | - |